# Château de Noailleux

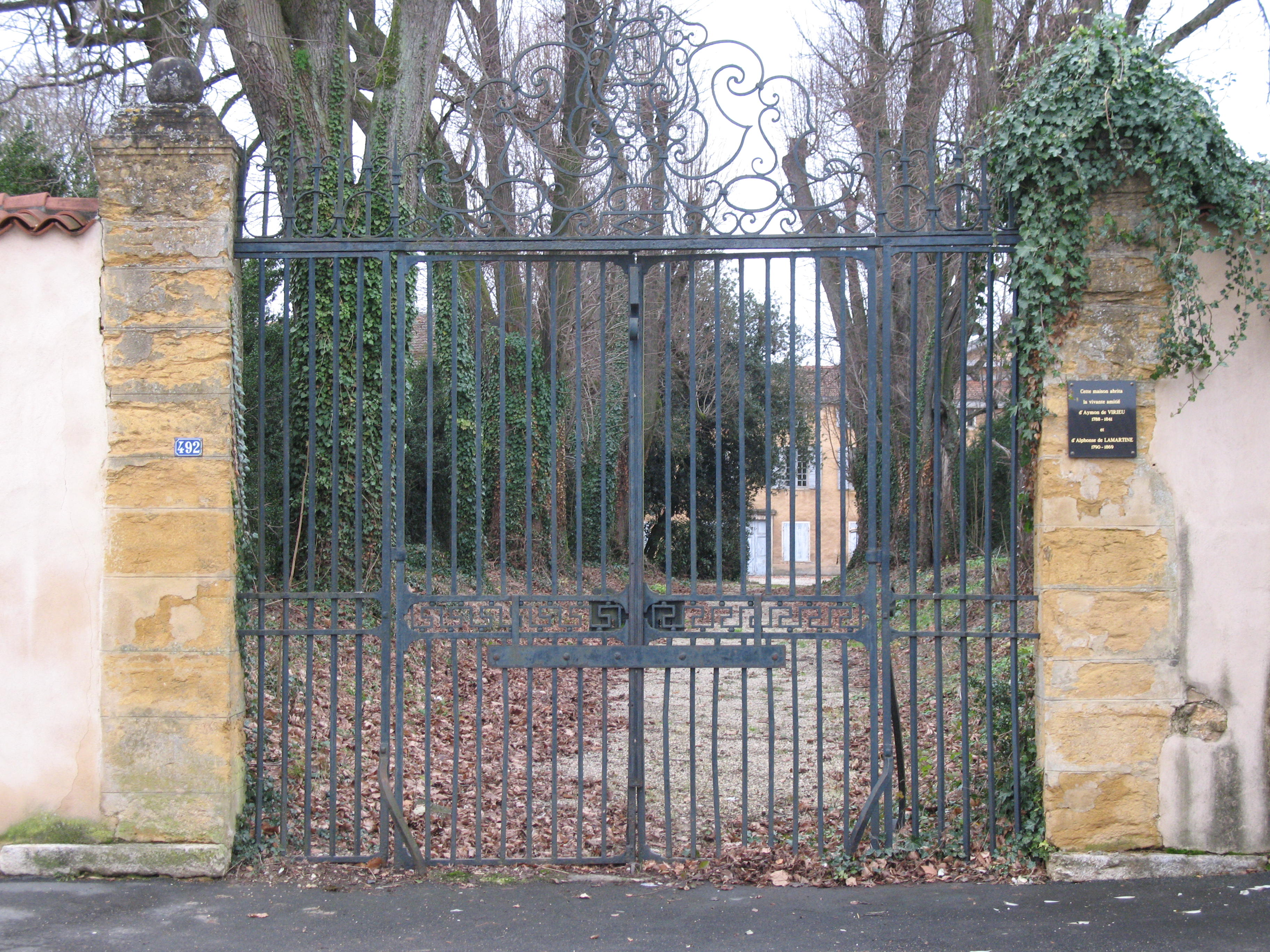
Entrée principale.

Le château de Noailleux est situé au sud de la commune de Cailloux-sur-Fontaines, dans la métropole de Lyon. Demeurant privé, le château ne se visite pas.

## Description
Le château comprend un corps de logis rectangulaire comportant un rez-de-chaussée, deux étages et flanqué, au sud et côté cour, d'un pavillon carré agrémenté d'une tour ronde, et au nord et côté jardin, d'un pavillon rectangulaire. Des bâtiments de communs prolongent la construction vers le nord.

## Historique
À la Révolution, le château appartient à la famille Fay de Sathonay. Le Comte Nicolas-Marie-Jean-Claude Fay de Sathonay (1762 - 1812) est maire de Lyon. En 1822 Emma de Fargues (1803 - ? ), héritière des Fay de Sathonay, épouse le comte Aymon de Virieu (1788 - 1841), ami intime du poète Lamartine qui va séjourner plusieurs fois à Noailleux. Une plaque, inaugurée en 2006, commémore ces visites.
Le domaine est passé à la famille de Peyronnet dans la première moitié du XXe siècle, à la suite d'un mariage entre Éliane de Virieu et Franck de Peyronnet (1895 - 1980), général d'aviation.
En 2012-2013, le château de Noailleux sert de cadre de tournage à la série de France 3 Louis la Brocante. Il a fait office de « Terrier », c'est-à-dire la maison et la brocante du personnage principal. Les lieux ont remplacé le château de la Combe à Irigny, où le Terrier était initialement installé,.

## Armoiries
- Fay de Sathonay : d’azur avec un lévrier argent regardant un soleil d’or
- Virieu : de gueules à trois vires d’argent, l’une en l’autre
- Peyronnet : d'argent, au chevron de gueules, accompagné de trois étoiles d'azur, la dernière surmontant un croissant du second émail ; au chef d'azur, chargé d'une épée d'argent en fasce, garnie d'or